# Nadin Dawani
Nadin Dawani –en árabe, نادين دواني– (Amán, 20 de abril de 1988) es una deportista jordana que compitió en taekwondo. Ganó una medalla en los Juegos Asiáticos de 2010, y cuatro medallas en el Campeonato Asiático de Taekwondo entre los años 2002 y 2012.

## Palmarés internacional
| Juegos Asiáticos    | Juegos Asiáticos             | Juegos Asiáticos  | Juegos Asiáticos |
| Año                 | Lugar                        | Medalla           | Categoría        |
| ------------------- | ---------------------------- | ----------------- | ---------------- |
| 2010                | Cantón (China)               | Medalla de bronce | +73 kg           |
| Campeonato Asiático |                              |                   |                  |
| Año                 | Lugar                        | Medalla           | Categoría        |
| 2002                | Amán (Jordania)              | Medalla de bronce | –63 kg           |
| 2006                | Bangkok (Tailandia)          | Medalla de bronce | +72 kg           |
| 2008                | Luoyang (China)              | Medalla de plata  | +72 kg           |
| 2012                | Ciudad Ho Chi Minh (Vietnam) | Medalla de oro    | +73 kg           |